# ТВД-20
ТВД-20 — турбогвинтовий двигун зі зведеною турбіною, побудований за “перевернутою” схемою (турбіна з вихлопним пристроєм розташовані в передній частині силової установки, а компресор зі вхідним пристроєм - позаду). Двигун модульної конструкції. ТВД-20  працює на авіаційному гасі марок Т-1, ТС-1, РТ. Передбачена можливість використання альтернативних палив.
ТВД-20 складається з наступних модулів:
- Газогенератор:
  - 8-ми ступеневий відцентровий компресор;
  - камера згоряння з обертовою форсункою;
  - 2-ступінчаста осьова турбіна;
- Вільна турбіна (2-х ступінчаста осьова);
- Редуктор (2-х ступінчастий, один ступінь планетарний);
- Коробка літакових агрегатів;
- Коробка агрегатів газогенератора;
- Коробка стартера (стартер-генератора);
- Вихлопна труба.

ТВД-20 розроблений в Омському МКБ під керівництвом В.С. Пащенка на базі турбогвинтового двигуна ТВД-10. Серійно випускається на Омському моторобудівному заводі.

#### Модифікації
- ТВД-20-01 – базова модель, використовувалась на літаках Ан-3;
- ТВД-20-01Б – використовувався на літаках Ан-3Т;
- ТВД-20-01БМ – використовувався на літаках Ан-3Т-200;
- ТВД-20-03Б - використовувався на літаках Ан-38-200
- ТВД-20М - удосконалена версія, використовувалась на літаках Т-101В, М-102